# The Super Hero Squad Show
The Super Hero Squad Show ist eine US-amerikanische Zeichentrickserie, die von 2009 bis 2011 ausgestrahlt wurde.

## Handlung
Iron Man, der Hulk, Silversurfer, Wolverine, Falcon & der mächtige Thor müssen die Erde vor dem Bösewicht Dr. Doom beschützen. Mit von der Partie sind auch Captain America & Reptil, die der Super Hero Squad oft helfen. Da das Unendlichkeitsschwert zerbrochen ist, will Dr. Doom mit seinen Lakaien Modok & Abomination die zersplitterten Teile finden. Aber dennoch nimmt die Super Hero Squad den Kampf auf, damit die Erde nicht von Dr. Doom regiert wird.

## Episodenliste

### Staffel 1
| Nr. in Staffel | Nr. gesamt | Originaltitel:                            | Deutscher Titel:                  | Erstausstrahlung:  | Deutsche Erstausstrahlung: |
| -------------- | ---------- | ----------------------------------------- | --------------------------------- | ------------------ | -------------------------- |
| 1              | 1          | And Lo... A Pilot Shall Come!             | ... und es beginne der Kampf      | 14. September 2009 | 17. September 2010         |
| 2              | 2          | To Err is Superhuman!                     | Der Neue und die Angst            | 14. September 2009 | 21. September 2010         |
| 3              | 3          | This Silver, This Surfer!                 | Ein Surfer auf Abwegen            | 26. September 2009 | 19. September 2010         |
| 4              | 4          | Hulk Talk Smack!                          | Hulk in grau                      | 3. Oktober 2009    | 20. September 2010         |
| 5              | 5          | Enter: Dormammu!                          | Erscheine Dormammu!               | 10. Oktober 2009   | 22. September 2010         |
| 6              | 6          | A Brat Walks Among Us!                    | Die Göre                          | 17. Oktober 2009   | 23. September 2010         |
| 7              | 7          | Oh Brother!                               | Oh, mein Bruder ...               | 2. Januar 2010     | 27. September 2010         |
| 8              | 8          | From the Atom... It Rises!                | Tödliche Spionage                 | 20. Oktober 2009   | 28. September 2010         |
| 9              | 9          | Night in the Sanctorum!                   | Schlaflos in Super Hero City      | 21. Oktober 2009   | 29. September 2010         |
| 10             | 10         | This Forest Green!                        | Tödliche Nieser                   | 22. Oktober 2009   | 30. September 2010         |
| 11             | 11         | O, Captain, My Captain!                   | Captain Wolverine                 | 23. Oktober 2009   | 30. Oktober 2010           |
| 12             | 12         | If This Be My Thanos!                     | Thanos' Wunsch                    | 24. Oktober 2009   | 1. Oktober 2010            |
| 13             | 13         | Deadly Is The Black Widow's Bite!         | Der tödliche Biss der Black Widow | 31. Oktober 2009   | 2. Oktober 2010            |
| 14             | 14         | Tremble at the Might of... M.O.D.O.K.!    | Erzittert vor Modoks Macht!       | 7. November 2009   | 3. Oktober 2010            |
| 15             | 15         | Mental Organism Designed Only for Kisses! | Wo die Liebe hinfällt             | 14. November 2009  | 4. Oktober 2010            |
| 16             | 16         | Invader From the Dark Dimension!          | Angriff aus der Dunklen Dimension | 21. November 2009  | 5. Oktober 2010            |
| 17             | 17         | Tales of Suspense!                        | Gangster Iron Man                 | 5. Dezember 2009   | 6. Oktober 2010            |
| 18             | 18         | Stranger From a Savage Land!              | Der Fremde aus dem Wilden Land    | 12. Dezember 2009  | 7. Oktober 2010            |
| 19             | 19         | Mysterious Mayhem at Mutant High!         | Reptil gegen die X-Men            | 19. Dezember 2009  | 9. Oktober 2010            |
| 20             | 20         | Election of Evil!                         | So wählt denn das Böse!           | 26. Dezember 2009  | 11. Oktober 2010           |
| 21             | 21         | Hexed, Vexed and Perplexed!               | Wenn Helden Hexen treffen ...     | 9. Januar 2010     | 11. Oktober 2010           |
| 22             | 22         | The Ice Melt Cometh!                      | Die Nordpol-Katastrophe           | 23. Januar 2010    | 12. Oktober 2010           |
| 23             | 23         | Wrath of the Red Skull!                   | Red Skulls Rache                  | 30. Januar 2010    | 13. Oktober 2010           |
| 24             | 24         | Mother of Doom!                           | Mama Doom und andere Monster      | 6. Februar 2010    | 14. Oktober 2010           |
| 25             | 25         | Last Exit Before Doomsday!                | ...um die Erde zu verschlingen    | 13. Februar 2010   | 16. Oktober 2010           |
| 26             | 26         | This Al Dente Earth!                      | Erde al dente                     | 20. Februar 2010   | 17. Oktober 2010           |

### Staffel 2
| Nr. in Staffel | Nr. gesamt | Originaltitel:                                                            | Deutscher Titel:                  | Erstausstrahlung: | Deutsche Erstausstrahlung: |
| -------------- | ---------- | ------------------------------------------------------------------------- | --------------------------------- | ----------------- | -------------------------- |
| 1              | 27         | Another Order of Evil! (Part 1 of 2)                                      | Neue Runde – neue Gefahr – Teil 1 | 23. Oktober 2010  | 16. November 2013          |
| 2              | 28         | Another Order of Evil! (Part 2 of 2)                                      | Neue Runde – neue Gefahr – Teil 2 | 23. Oktober 2010  | 16. November 2013          |
| 3              | 29         | World War Witch!                                                          | Rückkehr in die Vergangenheit     | 30. Oktober 2010  | 30. November 2013          |
| 4              | 30         | Villainy Redux Syndrome!                                                  | Der neue Plan des Dr. Doom        | 6. November 2010  | 23. November 2013          |
| 5              | 31         | Support Your Local Sky-Father!                                            | Von Göttern und Vätern            | 13. November 2010 | 23. November 2013          |
| 6              | 32         | Whom Continuity Would Destroy!                                            | Kampf der Giganten                | 20. November 2010 | 30. November 2013          |
| 7              | 33         | Double Negation at the World's End!                                       | Gefangen in der Negativzone       | 27. November 2010 | 7. Dezember 2013           |
| 8              | 34         | Alienating with the Surfer!                                               | Seltsamer Silver Surfer           | 8. Januar 2011    | 7. Dezember 2013           |
| 9              | 35         | Blind Rage Knows No Color!                                                | Träum was Böses!                  | 15. Januar 2011   | 14. Dezember 2013          |
| 10             | 36         | Lo, How the Mighty Hath Abdicated!                                        | Die liebe Verwandtschaft          | 22. Januar 2011   | 14. Dezember 2013          |
| 11             | 37         | So Pretty When They Explode!                                              | Rettet Nova!                      | 29. Januar 2011   | 21. Dezember 2013          |
| 12             | 38         | Too Many Wolverines!                                                      | Zu viele Wolverines!              | 5. Februar 2011   | 21. Dezember 2013          |
| 13             | 39         | Pedicure and Facial of Doom!                                              | Mama Dooms Wellnesshotel          | 12. Februar 2011  | 28. Dezember 2013          |
| 14             | 40         | Fate of Destiny!                                                          | Das Schicksal nimmt seinen Lauf   | 19. Februar 2011  | 28. Dezember 2013          |
| 15             | 41         | The Ballad of Beta Ray Bill! (Six Against Infinity, Part 1)               | Die Ballade von Beta Ray Bill     | 23. Juli 2011     | 4. Januar 2013             |
| 16             | 42         | Days, Nights, and Weekends of Future Past! (Six Against Infinity, Part 2) | Rettet die Zukunft!               | 23. Juli 2011     | 4. Januar 2013             |
| 17             | 43         | This Man-Thing, This Monster! (Six Against Infinity, Part 3)              | Unter Monstern                    | 3. Oktober 2011   | 11. Januar 2013            |
| 18             | 44         | The Devil Dinosaur You Say! (Six Against Infinity, Part 4)                | Mit Zähnen und Klauen             | 4. Oktober 2011   | 11. Januar 2013            |
| 19             | 45         | Planet Hulk! (Six Against Infinity, Part 5)                               | Planet Hulk                       | 5. Oktober 2011   | 18. Januar 2013            |
| 20             | 46         | 1602! (Six Against Infinity, Part 6)                                      | 1602!                             | 6. Oktober 2011   | 18. Januar 2013            |
| 21             | 47         | Brouhaha at the World's Bottom!                                           | Wiedersehen am Ende der Welt      | 7. Oktober 2011   | 25. Januar 2013            |
| 22             | 48         | Missing: Impossible!                                                      | Einfach unmöglich!                | 10. Oktober 2011  | 25. Januar 2013            |
| 23             | 49         | Revenge of the Baby Sat!                                                  | Eine Frage der Zeit               | 11. Oktober 2011  | 1. Februar 2013            |
| 24             | 50         | Soul Stone Picnic!                                                        | Auf in den Seelenstein            | 12. Oktober 2011  | 1. Februar 2013            |
| 25             | 51         | When Strikes the Surfer!                                                  | Das letzte Gefecht – Teil 1       | 13. Oktober 2011  | 8. Februar 2013            |
| 26             | 52         | The Final Battle! ('Nuff Said!)                                           | Das letzte Gefecht – Teil 2       | 14. Oktober 2011  | 8. Februar 2013            |

## Synchronisation
| Rolle          | Englischer Sprecher | Deutscher Sprecher        |
| -------------- | ------------------- | ------------------------- |
| Dr. Doom       | Charles Adler       | Gerald Paradies           |
| Ellen          | Nina Dobrev         | Franca Orlia              |
| Falcon         | Alimi Ballard       | Nico Sablik               |
| Firestar       | Laura Bailey        | Sandrine Mittelstädt      |
| Hulk           | Travis Willingham   | Matti Klemm               |
| Iron Man       | Tom Kenny           | Constantin von Jascheroff |
| Klaw           | A. J. Buckley       | Patric Tavanti            |
| Screaming Mimi | Julie Morrison      | Tanja Schmitz             |
| Thor           | David Boat          | Bernd Vollbrecht          |
| Torch          | Travis Willingham   | Edwin Gellner             |
| War Machine    | LeVar Burton        | Oliver Siebeck            |
| Wolverine      | Steve Blum          | Konrad Bösherz            |